# Oreophrynella quelchii
Oreophrynella quelchii és una espècie d'amfibi que viu al Brasil, Guaiana i Veneçuela.
Està amenaçada d'extinció per la pèrdua del seu hàbitat natural.